# Chloe Flower
Chloe Loh (Los Angeles, 6 de agosto de 1985), mais conhecida como Chloe Flower, é uma compositora, escritora, pianista e produtora musical norte-americana.